# NGC 7060
NGC 7060 هي مجرة حلزونية وسيطة تبعد حوالي 221 مليون سنة ضوئية تقع في كوكبة المجهر (كوكبة). لديه سرعة محسوبة 4810 كم / ثانية تم اكتشافه من قبل عالم الفلك جون هيرشل في 2 سبتمبر 1836.

## وصلات خارجية
- NGC 7060 على موقع ويكي سكاي: DSS2, SDSS, GALEX, IRAS, Hydrogen α, X-Ray, Astrophoto, Sky Map, Articles and images